# 1984 en Algérie
Chronologie de l’Algérie
- 1980
- 1981
- 1982
- 1983
- 1984
- 1985
- 1986
- 1987
- 1988

Cet article présente les faits marquants de l'année 1984 en Algérie ou relatifs à l'Algérie; datation selon le calendrier grégorien.

## Événements
- 12 janvier : Chadli Bendjedid, seul candidat, est réélu président de l’Algérie avec 99,42 % des voix[1].
- 9 juin : nouveau code de la famille inspiré de la charia en Algérie[2].
- 19 octobre : François Mitterrand se rend à Alger, quelqyes heures, pour rencontrer le président algérien[3].
- 1er-2 novembre : célébration du trentième anniversaire du soulèvement armé contre la colonisation française[3].

## Sports
- Algérie aux Jeux olympiques d'été de 1984

### Basket-ball
- Coupe d'Algérie de basket-ball 1983-1984
- Coupe d'Algérie de basket-ball 1984-1985

### Football
- Équipe d'Algérie de football en 1984
- Championnat d'Algérie de football 1983-1984
- Championnat d'Algérie de football 1984-1985
- Championnat d'Algérie de football de deuxième division 1983-1984
- Championnat d'Algérie de football de deuxième division 1984-1985
- Coupe d'Algérie de football 1983-1984
- Coupe d'Algérie de football 1984-1985

## Culture

### Cinéma
- Laisse béton, film franco-algérien réalisé par Serge Le Péron et sorti en 1984.

## Naissances en 1984
- Naissance en Algérie en 1984

## Décès en 1984
- Décès en Algérie en 1984